# Vitstreckad gnidmal
Vitstreckad gnidmal (Prochoreutis ultimana) är en fjärilsart som först beskrevs av Leon Konstantinovich Krulikovsky 1909.  Vitstreckad gnidmal ingår i släktet Prochoreutis, och familjen gnidmalar. Arten är reproducerande i Sverige.